# Remieg Aerts
Remigius Augustinis Michael (Remieg) Aerts (Amsterdam, 17 september 1957) is een Nederlands historicus en emeritus hoogleraar Nederlandse geschiedenis aan de Universiteit van Amsterdam.

## Carrière
Aerts bracht zijn middelbareschooltijd door aan het gymnasium van het Sint Maartenscollege in Haren.
Hij ging vervolgens studeren aan de Rijksuniversiteit Groningen. Aan deze universiteit promoveerde hij in 1997 op het proefschrift De letterheren. Liberale cultuur in de negentiende eeuw nadat hij tien jaar onderzoek had gedaan naar het literaire tijdschrift De Gids. Promotoren waren Coenraad Tamse en Ernst Heinrich Kossmann; het proefschrift was eerder begeleid door M.G. Buist, wiens ius promovendi echter was afgelopen. Voor zijn dissertatie won hij verscheidene prijzen, waaronder de prestigieuze dissertatieprijs van de Stichting Praemium Erasmianum. Vervolgens werkte hij als universitair docent in Groningen. In 2000 vertrok Aerts naar Nijmegen om hoogleraar politieke geschiedenis te worden aan de Radboud Universiteit.
Zes jaar later startte hij het NWO-onderzoeksproject Omstreden Democratie en dit project werd in 2013 afgerond. Daarnaast was Aerts ook betrokken bij de oprichting van de Onderzoekschool Politieke Geschiedenis, dat functioneert als opleidingsinstituut voor promovendi in dit vakgebied. Hier was hij tevens de opleidingsdirecteur van tot dat hij werd opgevolgd door zijn collega Henk te Velde.
Op 1 januari 2017 verruilde hij de Nijmeegse universiteit om de positie van hoogleraar Nederlandse geschiedenis aan de Universiteit van Amsterdam te gaan bekleden, als opvolger van James Kennedy Een jaar later verscheen zijn biografie over de Nederlandse politicus Johan Rudolph Thorbecke, Thorbecke wil het. Met dit boek won hij in 2020 de Nederlandse Biografieprijs. Op 28 juni 2023 hield Aerts zijn afscheidsrede aan de UvA met als titel: Lalla Rookh, of de waan van de wetenschap.